# Лют, Пауль
Пауль Эгон Генрих Лют (нем. Paul Egon Heinrich Lüth; 20 июня 1921, Перлеберг — 6 августа 1986, Кнюльвальд) — немецкий медик, журналист, писатель и политический активист. Участник Второй мировой войны в качестве полевого хирурга вермахта. После войны — врач, редактор литературно-публицистического журнала. В 1945—1947 — член компартии Германии. В 1950—1953 — лидер антикоммунистического Союза немецкой молодёжи. Арестовывался властями ФРГ за создание ультраправой военизированной организации. Занимался научной и практической медицинской деятельностью. Автор философских эссе и литературных произведений.

## Военврач и редактор
Родился в семье коммерсанта. В 1939 году был призван в вермахт, прошёл обучение военного медика. Во время отпусков изучал медицину в Ростокском университете. Служил военно-полевым хирургом. Рано увлёкся литературой и философией. Первую работу о японской философии опубликовал в 1944 году.
После окончания войны Пауль Лют первоначально обосновался в Грос-Герау (Гессен, американская зона оккупации Германии). Работал врачом и одновременно редактировал журнал Der Bogen («первый послевоенный немецкий журнал»). Сотрудничал с Альфредом Дёблином. Публиковал сочинения Генри Миллера, Готфрида Бенна, антологии молодых немецких писателей. Публицистика издания носила проамериканский характер. На этой основе Лют установил контакты с представителями Корпуса контрразведки США.
В 1945—1947 Пауль Лют состоял в Коммунистической партии Германии. По некоторым оценкам, проводил в компартии политическую разведку. К началу 1950-х Пауль Лют открыто занял крайне антикоммунистические и антисоветские позиции.

## Лидер антикоммунистической молодёжи
23 июня 1950 года Пауль Лют учредил во Франкфурте-на-Майне Союз немецкой молодёжи (BDJ). Задачей Союза было объявлено «сопротивление большевизму», борьба против коммунистического тоталитаризма и советской экспансии.
Программа Союза немецкой молодёжи была изложена в манифесте Пауля Люта Bürger und Partisan. Über den Widerstand gestern, heute und morgen — Гражданин и партизан. О сопротивлении вчера, сегодня и завтра. Положение в мире с 1939 года Лют характеризовал как оборонительную войну свободы против тоталитаризма. Опасность он усматривал не только в прямом нападении Советского Союза, но и в тайных операциях советских спецслужб, в распространении политического влияния коммунистов.
Пауль Лют подчёркивал необходимость и эффективность антикоммунистического сопротивления:

Нет никаких оснований опасаться того, что Сталин добьётся успеха. Ему не удалось подавить дух и энергию борьбы. Сопротивление всегда возможно. В конечном счёте диктатура всегда терпит поражение.

BDJ вёл активную антикоммунистическую и антисоветскую агитацию, распространил более 200 тысяч плакатов и почти 2,5 миллиона листовок. При этом Союз критиковал неонацистов за их выступления против США и НАТО. Пауль Лют и его соратники отмечали общие тоталитарные черты нацизма и большевизма, совпадение политических интересов неонацистских организаций и Советского Союза. Наряду с коммунистами атакам подвергались «буржуазные криптокоммунисты» — предприниматели, поддерживавшие КПГ.
В то же время неофашистские взгляды были характерны для многих активистов. В руководящий состав привлекались бывшие офицеры вермахта и Ваффен-СС, функционеры НСДАП, но в некоторых случаях также и КПГ. Наряду с легальными группами, BDJ имел подпольные структуры и «штурмовые» подразделения — Technischer Dienst («Техническая служба») во главе с бывшим гауптштурмфюрером СС Гансом Отто и бывшим лейтенантом люфтваффе Эрхардом Петерсом
BDJ тесно сотрудничал с американскими спецслужбами, получал финансирование по американским каналам. Организация рассматривалась как элемент европейской антикоммунистической и антисоветской сети, которая впоследствии оформилась в систему Гладио. Особое значение придавалось организации Люта в контексте Корейской войны, когда военное столкновение с СССР в Европе считалось реальной перспективой. При таком развитии событий на базе BDJ предполагалось создать антисоветское партизанское движение.
Осенью 1952 Федеральная служба защиты конституции Германии и полиция начали плотное расследование деятельности BDJ. При обысках было обнаружено оружие, боеприпасы, взрывчатые вещества, крупные денежные суммы и «чёрный список» политиков, подлежащих ликвидации за «потворство коммунизму» (в том числе видные социал-демократы Герберт Венер и Эрих Олленхауэр). 7 января 1953 BDJ был официально запрещён. Несколько руководящих активистов, в том числе Пауль Лют, подверглись кратковременным арестам.

## Медик и литератор
С 1953 года Пауль Лют отошёл от политики. Занимался научными исследованиями в Майнцском университете, продолжал медицинскую практику во Франкфурте. Особое внимание уделял социальной стороне медицины, организации реабилитационных центров, общественной поддержке государственного здравоохранения. Опубликовал ряд работ в области антропологии, генетики, гериартрии, микробиологии. Писал исторические и философские эссе. Общий тираж его публикаций превышал миллион экземпляров.
В 1984 году сочинение Пауля Люта Tagebuch eines Landarztes — Дневник сельского врача — было удостоено литературной премии Федеральной медицинской ассоциации Германии.
Имел звание почётного профессора социальной медицины. Состоял в государственном консультативном совете по здравоохранению.
Скончался Пауль Лют от сердечного приступа в возрасте 65 лет.
Пауль Лют был женат, имел двоих детей.